# Valeri Kazaisjvili
Valeri ("Vako") Kazaisjvili (Georgisch: ვალერი ყაზაიშვილი) (Ozoergeti, 29 januari 1993) is een Georgisch voetballer die doorgaans als middenvelder of aanvaller speelt.

## Clubcarrière
Kazaisjvili begon zijn loopbaan bij de voetbalschool van FC Saboertalo in het district Vake-Saboertalo in Tbilisi. Hij werd verhuurd aan Olimpi Roestavi, waarvoor hij in 2010 debuteerde in de Erovnuli Liga. Voor die club speelde hij in totaal negen wedstrijden, waarin hij één doelpunt maakte. De huurovereenkomst met Roestavi liep eind 2010 af en in februari 2011 werd hij ondergebracht bij Sioni Bolnisi. Op 9 augustus 2011 tekende hij een contract voor drie jaar bij Vitesse, met een optie voor nog één jaar. In januari van dat jaar was hij al een week op proef geweest.
Op 27 november 2011 maakt Kazaisjvili zijn debuut in het eerste elftal van Vitesse, als basisspeler in de uitwedstrijd tegen FC Twente. In december 2013 werd Kazaisjvili uitgeroepen tot Georgisch voetbaltalent van het jaar 2013. Op 31 maart 2014 werd bekend dat het contract van Kazaisjvili bij Vitesse werd verlengd tot 2015. Op 22 mei maakte Vitesse bekend Kazaishvili voor lange termijn aan zich verbonden te hebben. De Georgiër zette zijn handtekening onder een contract tot de zomer van 2018, meldde de Arnhemse club. "We zien in Vako een talentvolle speler. We zijn blij met zijn langdurige verlenging en bieden hem met het nieuwe contract doorgroeimogelijkheden bij Vitesse", aldus technisch directeur Mohammed Allach op de clubsite.
Op 30 augustus 2016 werd Kazaisjvili voor één seizoen door Vitesse verhuurd aan Legia Warschau. Op 22 juni 2017 vertrok Kazaisjvili per direct naar San Jose Earthquakes. Na het seizoen 2020 werd zijn contract niet verlengd. Hij vervolgde zijn loopbaan in Zuid-Korea bij Ulsan Hyundai dat in de K League 1 uitkomt. Hij werd opgenomen in het elftal van het jaar 2021 van de K League 1. Zowel in 2022 als 2023 werd hij met zijn club landskampioen. Per 2024 speelt hij in China voor Shandong Taishan.

## Clubstatistieken
| Seizoen     | Club              | Competitie    | Competitie | Competitie | Competitie | Beker | Beker | Beker | Internationaal | Internationaal | Internationaal | Totaal | Totaal | Totaal |
| Seizoen     | Club              | Competitie    | Wed.       | Dlp.       | Ass.       | Wed.  | Dlp.  | Ass.  | Wed.           | Dlp.           | Ass.           | Wed.   | Dlp.   | Ass.   |
| ----------- | ----------------- | ------------- | ---------- | ---------- | ---------- | ----- | ----- | ----- | -------------- | -------------- | -------------- | ------ | ------ | ------ |
| 2010/11     | FC Saboertalo     | Erovnuli Liga | 0          | 0          | 0          | 0     | 0     | 0     | —              | —              | —              | 0      | 0      | 0      |
| Club Totaal | Club Totaal       | Club Totaal   | 0          | 0          | 0          | 0     | 0     | 0     | 0              | 0              | 0              | 0      | 0      | 0      |
| 2010/11     | → Olimpi Roestavi | Erovnuli Liga | 6          | 1          | 0          | 0     | 0     | 0     | —              | —              | —              | 6      | 1      | 0      |
| Club Totaal | Club Totaal       | Club Totaal   | 6          | 1          | 0          | 0     | 0     | 0     | 0              | 0              | 0              | 6      | 1      | 0      |
| 2010/11     | → Sioni Bolnisi   | Erovnuli Liga | 0          | 0          | 0          | 0     | 0     | 0     | —              | —              | —              | 0      | 0      | 0      |
| Club Totaal | Club Totaal       | Club Totaal   | 0          | 0          | 0          | 0     | 0     | 0     | 0              | 0              | 0              | 0      | 0      | 0      |
| 2011/12     | Vitesse           | Eredivisie    | 4          | 1          | 0          | 0     | 0     | 0     | —              | —              | —              | 4      | 1      | 0      |
| 2012/13     | Vitesse           | Eredivisie    | 5          | 0          | 0          | 1     | 0     | 0     | 0              | 0              | 0              | 6      | 0      | 0      |
| 2013/14     | Vitesse           | Eredivisie    | 27         | 4          | 2          | 3     | 0     | 1     | 2              | 0              | 0              | 32     | 4      | 3      |
| 2014/15     | Vitesse           | Eredivisie    | 37         | 11         | 7          | 3     | 1     | 0     | —              | —              | —              | 40     | 12     | 7      |
| 2015/16     | Vitesse           | Eredivisie    | 33         | 10         | 3          | 1     | 0     | 0     | 2              | 0              | 0              | 36     | 10     | 3      |
| 2016/17     | Vitesse           | Eredivisie    | 3          | 1          | 0          | 0     | 0     | 0     | —              | —              | —              | 3      | 1      | 0      |
| Club Totaal | Club Totaal       | Club Totaal   | 109        | 27         | 12         | 8     | 1     | 1     | 4              | 0              | 0              | 121    | 28     | 13     |
| 2016/17     | → Legia Warschau  | Ekstraklasa   | 12         | 1          | 2          | 0     | 0     | 0     | 4              | 0              | 0              | 16     | 1      | 2      |
| Club Totaal | Club Totaal       | Club Totaal   | 12         | 1          | 2          | 0     | 0     | 0     | 4              | 0              | 0              | 16     | 1      | 2      |
| 2017        | SJ Earthquakes    | MLS           | 14         | 5          | 1          | 1     | 0     | 1     | —              | —              | —              | 15     | 5      | 2      |
| 2018        | SJ Earthquakes    | MLS           | 33         | 10         | 4          | 0     | 0     | 0     | —              | —              | —              | 33     | 10     | 4      |
| 2019        | SJ Earthquakes    | MLS           | 32         | 8          | 6          | 2     | 3     | 0     | —              | —              | —              | 34     | 11     | 6      |
| 2020        | SJ Earthquakes    | MLS           | 17         | 4          | 2          | 0     | 0     | 0     | —              | —              | —              | 17     | 4      | 2      |
| Club Totaal | Club Totaal       | Club Totaal   | 96         | 27         | 13         | 3     | 3     | 1     | 0              | 0              | 0              | 99     | 30     | 14     |
| 2021        | Ulsan Hyundai     | K League 1    | 34         | 9          | 3          | 2     | 1     | 0     | 8              | 4              | 2              | 44     | 14     | 5      |
| 2022        | Ulsan Hyundai     | K League 1    | 37         | 8          | 1          | 2     | 0     | 0     | 7              | 2              | 0              | 46     | 10     | 1      |
| 2023        | Ulsan Hyundai     | K League 1    | 9          | 2          | 0          | 0     | 0     | 0     | —              | —              | —              | 9      | 2      | 0      |
| Club Totaal | Club Totaal       | Club Totaal   | 80         | 19         | 4          | 4     | 1     | 0     | 15             | 6              | 2              | 99     | 26     | 6      |
| TOTAAL      | TOTAAL            | TOTAAL        | 303        | 75         | 31         | 15    | 5     | 2     | 23             | 6              | 2              | 341    | 86     | 35     |

## Interlandcarrière
Op 5 maart 2014 maakte Kazaisjvili zijn debuut in het Georgisch voetbalelftal, als invaller in een vriendschappelijke wedstrijd tegen Liechtenstein. Ruim een halfjaar later speelde hij zijn eerste competitiewedstrijd in de nationale ploeg in het kwalificatietoernooi voor het Europees kampioenschap voetbal 2016 tegen Schotland (1–0 verlies). Op 25 maart 2015 maakte Kazaisjvili in een oefeninterland tegen Malta zijn eerste interlanddoelpunt; in de tweede minuut van de blessuretijd verdubbelde hij de score (eindstand 2–0).

## Erelijst
Olimpi Roestavi
- Erovnuli Liga

2010
- Georgische supercup

2010
 Legia Warschau
- Ekstraklasa

2016/17
 Ulsan Hyundai
- K League 1

2022, 2023